# واری (یونان)
واری (یونانی: Βάρη) شهری در حومه جنوبی آتن و در شرق آتیکا است.